# Alaw Pyrs
Pas d'image ? Cliquez ici

a Compétitions nationales et continentales officielles uniquement.

b Matchs officiels uniquement.
Dernière mise à jour le 3 janvier 2025.
Alaw Pyrs, née vers 2006, est une joueuse internationale galloise de rugby à XV évoluant au poste de deuxième ligne. Elle joue en Angleterre avec le Gloucester-Hartpury RFC.
Sa sœur ainée, Gwenllian Pyrs, est également une joueuse internationale galloise de rugby à XV.

## Biographie
Alaw Pyrs et ses neuf frères et sœurs grandissent sur une exploitation agricole de Conwy au pays de Galles. Elle fait ses débuts à l'école de rugby à XV locale, en équipe mixte. Enfant, elle a déjà des mensurations hors normes. 
En 2024, elle joue le Festival des Six Nations des moins de 18 ans. Puis elle est convoquée en équipe nationale pour la préparation du Tournoi des Six Nations avec le statut de « development player » : elle s'entraine mais ne joue pas. Elle devient internationale galloise durant l'été contre l'Écosse, en match de préparation au WXV, en même temps que Maisie Davies et Rosie Carr. Alaw et Gwenllian constituent la première paire de sœurs internationales galloises depuis Claire et Louise Horgan en 2008.
En 2024-2025, Alaw Pyrs est sélectionnée pour jouer le Celtic Challenge avec le Gwalia Lightning. Elle est également retenue pour le Tournoi des Six Nations. Au terme de la saison, elle signe avec le club anglais du Gloucester-Hartpury RFC.